# Mihályfi Imre
Mihályfi Imre (Győr, 1930. január 7. – 2024. augusztus 18.) Balázs Béla-díjas magyar filmrendező, érdemes és kiváló művész, tanár, a Magyar Televízió örökös tagja.

## Életpályája
Gimnáziumi tanulmányait 1940–1948 között a győri Czuczor Gergely Bencés Gimnáziumban folytatta. Főiskolai tanulmányait a Színművészeti Főiskolán végezte 1949–1953 között. 
1953–1957 között a Hunnia Filmgyárban dramaturg, segédrendező volt. 1957-től az Magyar Televízió drámai főosztály rendezője, majd főrendezője, a TV-film és TV-játék főszerkesztőségének főszerkesztő-helyettese volt, 1998 óta vezető programszerkesztője. 1959–1962 között a Színház- és Színművészeti Főiskola tanára. 1973–1977 között a Magyar Film- és TV-művészek Szövetségének főtitkára, 1977–1987 között alelnöke volt. Az 1980-as évek elején a Horizont című TV-lap szerkesztőbizottsági elnöke, majd főszerkesztője lett.
2004–2007 között a Televíziós Művészek Társaságának elnöke volt, 2007 óta tiszteletbeli elnöke.

### Magánélete
1965-ben feleségül vette Jeremiás Mária Teréziát. Egy gyermekük született, Gábor (1969), aki kameraman és operatőr lett.

## Rendezései
- Vacsora a Hotel Germániában (1958[3],1962)
- Másnap (1958)
- Az utolsó pillanat (1958)
- Vihar a Sycamore utcában (1959)
- Cédula a telefonkönyvben (1960)
- Mindenki gyanús (1960)
- Menekülés a börtönbe (1962)
- A tőr (1962)
- Dáma, hetes, ász (1963)
- Utak (1964)
- Ivan Iljics halála (1965)
- Viharban (1966)
- Sellő a pecsétgyűrűn 1–2. (1967)
- A beszélő (1967)
- Három találkozás (1968)
- A férfi (1968)
- A bíró és a hóhér (1968)
- Triptichon (1968)
- Az erkély (1970)
- A gyáva (1971)
- Papírkivágások (1971)
- Az elszabadult idő (1971)
- A főnök (1972)
- Boldog órák (1972)
- A Müller család halála (1972)
- Ágyak a horizonton (1973)
- A labda (1973)
- Téli sport (1973)
- Pókháló (1973)
- Vanyusin gyermekei (1973)
- Inkognitóban Budapesten (1975)
- Tornyot választok (1975)
- Festetlen arcok (1976)
- Luther Márton és Münzer Tamás (1976)
- Tizenhetedik nap 1–2. (1976)
- A közös bűn (1977)
- Falusiak (1977)
- Beszélgetések Szókratésszal (1978)
- Vendégség (1980)
- Nőuralom (1981)
- Társkeresés No. 1463 (1982)
- Solness építőmester (1982)
- Fekete császár 1–2. (1982)
- A fekete kolostor 1–2. (1985)
- Egységben az erő (1986)
- Szarkofág (1987)
- Elveszett paradicsom (1987)[4][5]
- A törvény szövedéke (1988)
- A megközelíthetetlen (1989)
- Labdaálmok (1989)
- Látogató a végtelenből (1989)
- Küszöbön (1990)
- Tiszazug (1991)
- Három boltoskisasszony (1992)
- A tribádok éjszakája (1993)
- A párduc és a gödölye (1994)
- Herczeg Ferenc: A harmadik testőr (1995)
- Mohács (1996)
- A szörnyek ebédje (2004)

### Tévésorozatok
- Honfoglalás 1–3. (1963)
- Oly korban éltünk 1–4. (1966)
- Őrjárat az égen 1–4. (1970)
- Apassionata 1–3. (1984)
- A Szórád-ház (1997)

## Díjai
- Cannes-i TV-fesztivál nagydíja (1962)
- Balázs Béla-díj (1963)
- SZOT-díj (1964)
- Érdemes művész (1972)
- Kiváló művész (1987)
- Nagy Lajos-díj (1993)
- Az Év rendezője (1995)
- Filmkritikusok díja (1997)[6]